# Svetilnik Kõpu
Svetilnik Kõpu (estonsko Kõpu tuletorn) je eden najbolj znanih simbolov in turističnih znamenitosti na estonskem otoku Hiiumaa. Je eden najstarejših svetilnikov na svetu, ki je v neprekinjeni uporabi od dokončanja leta 1531. Svetilnik je s svojo obliko edinstven in izjemen med svetilniki, saj je šel skozi vse stopnje od srednjeveške znamenitosti do sodobnega elektrificiranega svetilnika.
Svetilnik označuje plitvino Hiiu (estonsko Hiiu madal, švedsko Neckmansgrund) in opozarja ladje stran od obale. Svetloba svetilnika Kõpu se lahko uporablja za navigacijo do 26 navtičnih milj (48 km; 30 milj) daleč.
Svetilnik Kõpu je bil prej znan po švedskem imenu Övre Dagerort.

## Lokacija in oblika
Svetilnik je zgrajen na vrhu najvišjega hriba otoka Hiiumaa, Tornimägi (68 m). Višina same stavbe je 37,7 metra, svetlobnik pa je 103,6 metrov nad morsko gladino, zaradi česar je najvišja obalna svetilka na Baltskem morju.
Svetilnik Kõpu ima obliko kvadratne prizme z masivnimi oporniki v štirih kardinalnih smereh. Stolp je položen izključno iz kamna do višine 24 metrov. Zunanja plast zidov je podprta z apneno (danes tudi cementno) malto, samo telo pa je zgrajeno brez malte.
Telo stolpa vsebuje približno 5000 kubičnih metrov kamna, njegova skupna teža pa doseže 12.000 ton. Kot gradbeni material so uporabljali lokalni apnenec in ledeniško eratične kamne.
Prvotno je bil stolp masiven kamnit brez prostorov in v njem ni gorela luč; ko so ga opremili z lučmi, se je vrh svetilnika doseglo po zunanjih lesenih stopnicah, ki so jih kasneje nadomestili z železnimi. Med obnovo v 19. stoletju so v stolp vrezali stopnišče in dve sobi.

## Gradnja in zgodovina

### Gradnja prvotnega stolpa
Najpomembnejša ladijska pot vzhod–zahod v Baltskem morju je potekala mimo brežine peščenjaka Hiiu. Že pred letom 1490 so hanzeatski trgovci iskali dovoljenje, da bi ta polotok označili z izjemno znamenitostjo. Okoli leta 1490 so prosili škofa škofije Ösel-Wiek, naj jim dovoli zgraditi oznako na polotoku Kõpu, ki je bil pod škofovim nadzorom. Ta akcija ni imela pravih rezultatov.
Na sestanku Hanze v Lübecku leta 1499 so ponovno zaprosili škofa za dovoljenje za gradnjo svetilnika. 20. aprila 1500 se je škof Johannes III Orgas strinjal, da dovoli ogromen kamnit steber brez kakršnih koli odprtin. Da bi pokril stroške gradnje, je moral mestni svet Talina uvesti poseben davek na svetilnik, dokler znesek ni bil popoln.
Gradnja svetilnika naj bi se začela poleti 1500, vendar je bila gradnja ustavljena, ko je Wolter von Plettenberg, mojster Livonskega reda, začel vojno, ki je trajala do leta 1503. Spomladi 1504 sta se začela nakup in dobava gradbenega materiala, jeseni istega leta pa je izbruhnila kuga, ki je dela ponovno ustavila. Gradbena dela so bila prekinjena in magistrat Lambert Ottingk, sodnik, odgovoren za gradnjo, je umrl v Talinu 28. decembra 1505.
Računske knjige mestnega sveta v Talinu vsebujejo vnose o svetilniku Kõpu od 1507 do 1533, ki prikazujejo, da je bil denar porabljen za svetilnik Hiiumaa od 13. maja 1514 do 12. oktobra 1532. Zneski kažejo, da je večina del potekala od 1514 do 1519; kasneje je bilo le nekaj večjih izdatkov. Ker pa je bilo dokončanje svetilnika v Hiiumaa omenjeno v resoluciji Wolmar Landtaga 25. februarja 1532, mora biti dejanski čas dokončanja in začetka uporabe stolpa 1531. Nekje po letu 1538 je bila višina stolpa povečana.
Stolp ni bil osvetljen več kot sto let in je bil viden na jasen dan do 20 kilometrov od obale.

### Preureditev v svetilnik in prezidava
Avgusta 1649 so na vrh stolpa pritrdili odprto železno kurišče, na njegovo zunanjo steno pa leseno stopnišče. Prvotno je bilo v svetilniku načrtovano kurjenje premoga, vendar so zaradi visokih transportnih stroškov premoga namesto tega uporabili les.
Ogenj je med 180-dnevnim obdobjem plovbe vsako leto požrl do 1000 kosov drv, količina pa je bila tako velika, da je povzročila krčenje gozdov na večini polotoka Kõpu. Šestčlanska ekipa je bila vsako noč na straži, vendar so nevihte pogosto pogasile požar. Pravilo, sprejeto leta 1652, je določalo, da mora biti ogenj močan in visok seženj (~ 1,8 m).
Grof Axel Julius De la Gardie je od švedskega kralja kupil otok Hiiumaa za 38.000 talerjev in leta 1659 prevzel upravljanje svetilnika Kõpu. Njegovo višino je dal povečati na 35,6 m in lesene stopnice zamenjati z železnimi stopnicami. Luč, ki je zdaj vidna od daleč do 24 kilometrov, je bila prižgana eno uro po sončnem zahodu in ugasnila eno uro pred sončnim vzhodom.
Ruski imperij je leta 1810 prevzel upravljanje svetilnika in začela se je velika obnova stolpa. V južnem oporniku je bil vrezan prostor za ekipo šestih mož in od tam kamnite stopnice na stolp. V zgornjem delu so vrezali dva pomožna prostora, enega na drugega, na njiju pa zgradili novo lanterno. V sobi z lučkami je bilo triindvajset oljnih svetilk s posrebrenimi medeninastimi reflektorji. Svetilke so gorele s konopljinim oljem, kar je zahtevalo 3,28 ton letno.
Leta 1845 je razpoka v zgornjem delu svetilnika zahtevala obsežno rekonstrukcijo, pri kateri so del stolpa podrli in na novo zgradili. Stolp je sedaj dobil končno višino. Za lanterno in njene optične naprave je bila zgrajena lesena konstrukcija s svetilnimi dimniki.
Svetilnik je prešel pod nadzor mornarice in določena so bila prva pravila vzdrževanja. Ogenj naj bi prižigali in gasili strogo v skladu s sončnim vzhodom in zahodom. V oblačnem vremenu so si svetilničarji morali za potrebne podatke ogledati koledar. Takrat je ogenj gorel vsako noč od 1. julija do 1. maja – 10 mesecev v letu.
Kot del svojih pomorskih reform je ruski veliki knez Konstantin Nikolajevič leta 1859 zahteval posodobitev svetilnika Kõpu. Maja 1860 je bila nameščena nova rotacijska svetilka (ki jo je izdelal Le Paute v Parizu). Vrtela se je s hitrostjo enega obrata na štiri minute, pri čemer je uporabljala sistem uteži škripcev z urinim mehanizmom. Naprava je imela eno Carselovo svetilko s štirimi koncentričnimi svetlobnimi viri in Fresnelovo lečo. Svetilka je porabila 0,5 kilograma olja ogrščice na uro, črpalko za gorivo pa je poganjal isti urni mehanizem. Rečeno je, da je bila vidna do 27 navtičnih milj (50 km) daleč. Sedemčlanska ekipa je servisirala svetilnik, pri čemer je eden od njih moral biti ves čas blizu luči.
Opornik s stopniščem je bil leta 1869 pokrit z lesenimi deskami in pločevino. Pri svetilniku so istega leta postavili telegrafsko napeljavo in reševalne postaje; prvi vzpostavljeni je deloval do leta 1898, ko ga je zamenjal telefon.

### 20. stoletje
Na svetovnem sejmu v Parizu leta 1900 je bil kupljen nov svetlobni sistem za tri milijone zlatih rubljev. Novo napravo (vključno s svetlobno komoro) je izdelal Sautter, Marlé & Co. Uporabljala je petrolejsko svetilko z žarilno nitko. Težak sistem iz litega železa je lebdel in se vrtel v kopeli živega srebra, ki je delovalo kot ležaj. Kopel je vsebovala približno 500 kilogramov živega srebra. Strupeno živo srebro iz svetilnika so otroci v okoliških vaseh desetletja uporabljali za igro.
Svetlobni sistem se je začel vrteti z obešenim bremenom 400 kilogramov; vsaki dve uri ga je bilo treba previti. Postavljena je bila med popravilom leta 1901.
Nemški bombniki so avgusta 1941 ciljali na svetilnik, vendar sta bila uničena le struktura luči in optični sistem.
Po drugi svetovni vojni so testirali različne optične sisteme. Kohlerjevi generatorji so bili nameščeni leta 1949 skupaj s stacionarnim sistemom električne razsvetljave. Leta 1963 je bil nameščen nov sistem rotacijske luči (EMV-3), s čimer je svetilnik postal popolnoma avtomatiziran. V uporabi je bil do leta 1982, ko je bil nameščen poskusni sistem EMV-930M (ukrajinske izdelave). Rotacijski mehanizem optičnega sistema je bil nova rešitev – elektromotorjev ni; namesto tega uporablja vrtljivo magnetno polje. Optika je prinesla šest- do osemstokratno povečanje učinkovitosti svetlobe, ki jo seva 1 kW kvarčna svetilka.
Zaradi dotrajanosti so svetilnik pogosto popravljali; večja popravila so bila končana v letih 1957 in 1970. Med popravili v letih 1978–81 ob 450-letnici svetilnika so ga prekrili z armiranobetonsko oblogo in perklorovinilno barvo. Ker ni bilo na voljo bele barve, je bila uporabljena rumena. Barva je zaprla pot vlagi iz telesa stolpa in voda, ki se je zbirala v notranji površini cementne malte, zmrzovala in talila, je začela poškodovati že staro in razpadlo apneno malto. Sredi 1980-ih so se na površini svetilnika pojavile razpoke in začeli so odpadati kosi cementne malte in manjših kamnov. V letih 1987 in 1988 sta se podrla dva vogala stolpa in začela se je nujna obnova. V letih 1989–90 je bila za preprečitev zrušitve svetilnika zgrajena 15 centimetrov debela armiranobetonska lupina, ki podpira temelje in stene do vrha opornikov. Stolp je bil pobarvan z belilom. V betonu so pustili zračne kanale za prezračevanje konstrukcije.
Lanterna svetilnika je bila prenovljena leta 2001, stolp pa je bil nazadnje prebarvan z belilom leta 2012. V letu 2020 so v obstoječo lanterno vgradili nov zmogljiv LED svetlobni vir in nov elektronski nadzorni sistem. Od leta 2020 je najmočnejša svetilna svetilka LED na svetu z jakostjo 2.100.000 kandel.

## Trenutni status
Svetilnik je še vedno v uporabi kot pomoč pri navigaciji in ga upravlja Estonska pomorska uprava. Prihodnost mu zagotavlja tudi status zaščitenega kulturnega spomenika.
Zaradi svoje trajne priljubljenosti in nepozabne oblike se pogosto uporablja kot simbol Hiiumaa. Velika turistična atrakcija je stolp odprt za turiste od leta 1999. Skupaj z bližnjim svetilnikom Ristna je bil svetilnik Kõpu leta 2000 označen na poštni znamki.